# 景徳鎮陶録

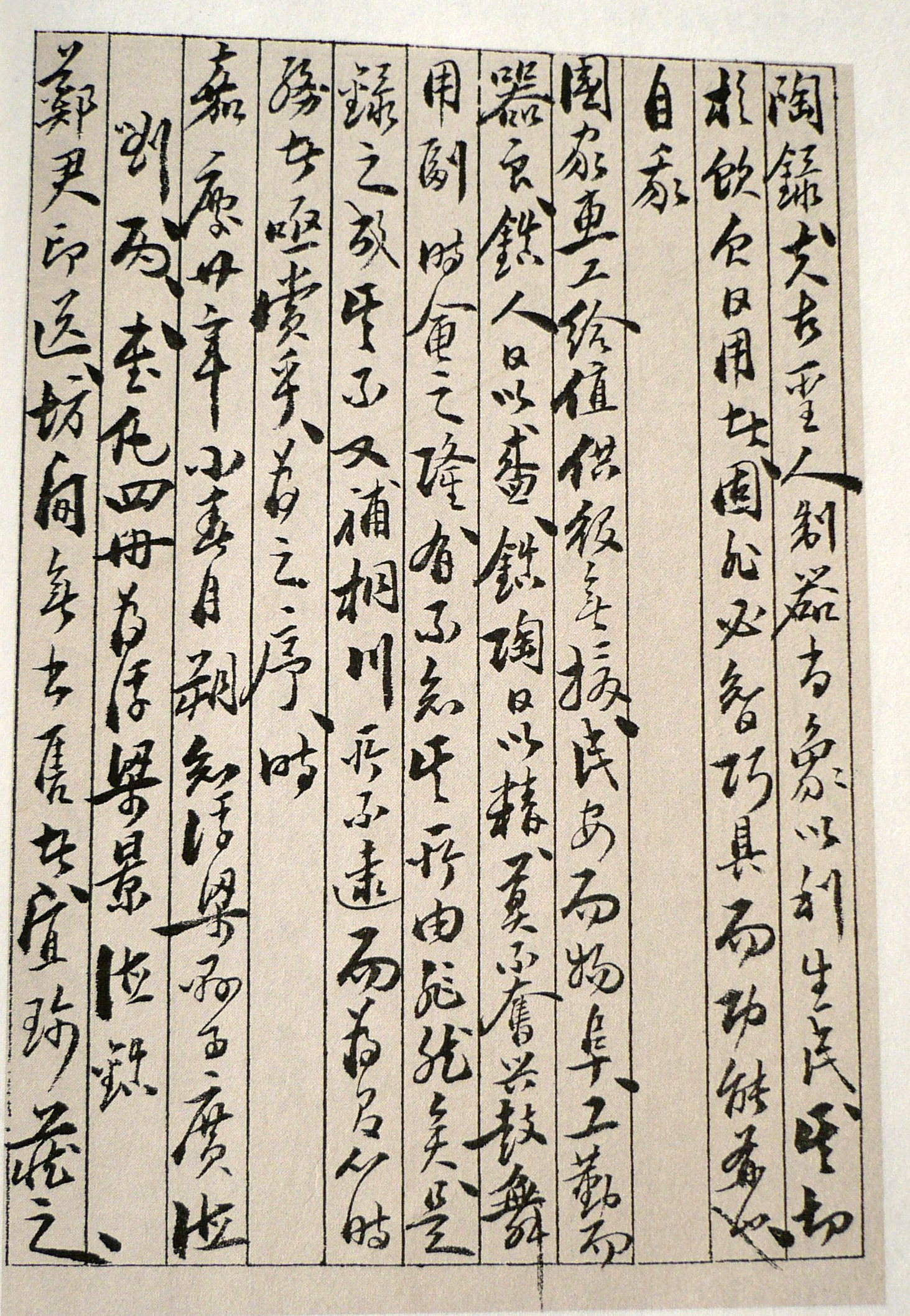
清朝の『景徳鎮陶録』抄本の序文。

『景徳鎮陶録』（けいとくちんとうろく）は、清朝の藍浦が著した稿本を、その弟子である鄭廷桂が増補して1815年（嘉慶20年）に完成した書籍。全10巻。陶器全般を略述し、景徳鎮の陶業を図入りで詳説した。

## 歴史
景徳鎮の学者藍浦（字：浜南）は景徳鎮の陶業について、官窯を中心に詳述した稿本を著した。その後、藍浦の弟子である鄭廷桂（字：門谷）が増補して、1815年（嘉慶20年）に全10巻で完成した。
陶器全般を略述したほか、歴代の主要な陶窯、景徳鎮の官窯の組織、製法、陶磁器の種類を図入りで詳説した。20世紀日本の陶磁器研究家長谷部楽爾は「中国陶磁の研究者にとって必見」と評した。
京都書業堂による重刻本（1891年・光緒17年）が現存するが、通行本は1898年（光緒24年）の複製本。
1856年にスタニスラス・ジュリアン（中国学者）によるフランス語訳が、1951年にジェフリー・ロブリー・セイヤーによる英語訳が出版されている。

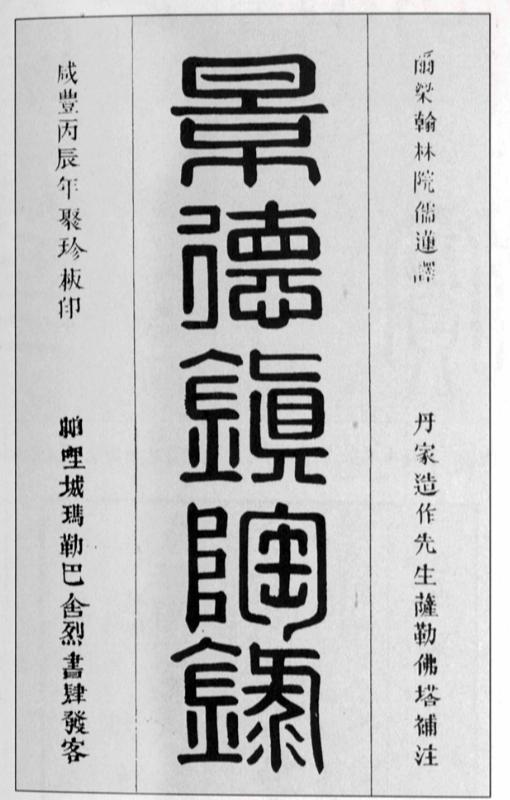
スタニスラス・ジュリアンによるフランス語訳の中国語表紙

### 日本語訳
- 藍浦 著、藤江永孝 訳『和漢対照景徳鎮陶録』細川開益堂、京都、1907年。
  - 最初の日本語訳[1]。『続陶説』という俗称がある[2]
- 浦浜南 著、永竹威、片山一 訳『景徳鎮陶録』五月書房、1980年12月。
- 藍浦 著、愛宕松男 訳『景徳鎮陶録 1』平凡社〈東洋文庫464〉、1987年1月。ISBN 978-4582804645。
- 藍浦 著、愛宕松男 訳『景徳鎮陶録 2』平凡社〈東洋文庫465〉、1987年2月。ISBN 978-4582804652。各・電子書籍で再刊（2013年）